# شهرک لاله (بروجرد)
شیخ‌میری سادات روستای است از بخش مرکزی شهرستان بروجرد در استان لرستان. این منطقه موسوم به ولات نظامی در بخش مرکزی این شهرستان قرار دارد. شیخ میری سفلی به نام شیخ‌میری سادات یا به نوع محلی ( فیال شیخ‌میری ) خوانده میشود.
روستای شیخ‌میری علیا به نام شیخ‌میری کلهر یا شیخ‌میری شمالی خوانده میشود

## جمعیت
بنابر سرشماری مرکز آمار ایران، جمعیت شهرک لاله در سال ۱۳۸۵ برابر با ۱۲۱۱ نفر بوده‌است که از این میان ۶۳۲ نفر مرد و بقیه زن بوده‌اند. شیخ‌میری سادات ۲۸۵ خانوار دارد.